# Radiopejling
Radiopejling, i dagligt tal oftast pejling, är den verksamhet som bedrivs då man med hjälp av ofta avancerad spanings- och lägesbestämningsutrustning vill lokalisera en radiosändare, eller då man tvärtom vill fastställa sin egen position genom att mäta riktningen till en radiosändare med känd position.

## Civil tillämpning

### Myndighetsutövning
Civila myndigheter, till exempel Post- och telestyrelsen, kan använda sig av radiopejling för att spåra en illegal radiosändare (piratradio) eller radiosändare som på annat sätt stör annan radiotrafik. Radiopejlingen kan ske med hjälp av fasta avlyssningsstationer, som till exempel stationen i Vallby utanför Enköping, eller med hjälp av fordonsmonterad pejlutrustning. Den mest kända varianten av civil radiopejling torde dock ha varit TV-pejling, genom vilken man kan lokalisera TV-apparater som används utan innehav av TV-licens.

### Navigation
Pejling av radiostationer kan också användas inom navigation. Vilken som helst radiostation kan användas, förutsatt att sändarens läge är känt, men det finns också särskilda radiofyrar placerade på för sjö- eller luftfarten ändamålsenliga platser och med en signal som är lätt att identifiera. Vissa radiofyrar är riktade och skickar olika signaler på vardera sidan om en led; signalen övergår då gradvis från till exempel en morsebokstav till en annan då man rör sig tvärs leden. En riktad radiofyr kan användas som en sektorfyr och behöver inte pejlas. För att använda en cirkulär radiofyr eller en vanlig radiostation utnyttjar man det att signalstyrkan varierar beroende på hur den egna radioantennen är riktad i förhållande till sändarens läge.

### Hobby och fritid
En variant av orientering kallas radiopejlorientering eller rävjakt. Sporten bedrivs med orienteringskarta, kompass och en radiopejlmottagare. Verksamhet finns bland annat i Stockholm, Västerås, Eskilstuna och Örebro. Tävlingen går ut på att snabbast möjligt besöka 5–7 sändare (kontroller). Tiden tas oftast elektroniskt med orienteringssportens stämplings/tidtagningssystem. Svenskt mästerskap genomföres årligen i augusti månad, nordiskt mästerskap årligen och VM/EM vartannat år.

## Militär tillämpning
Militära förband kan använda sig av radiopejling utifrån samma önskemål som civila myndigheter, men det är vanligast att radiopejling används som en del av taktisk signalspaning för underrättelseverksamhet eller för telekrig. Pejlingen går då ut på att lokalisera radiosändare vars trafik man antingen kan störa ut för att försvåra en fiendes möjligheter att leda sina förband, eller för att få fram en radiosändares läge i syfte att slå ut denna med hjälp av till exempel artillerield. Dessutom kan radiopejling användas i fredstid för att utöva signalkontroll.